# Jo Jorgensen
Jo Jorgensen (født 1. maj 1957) er en amerikansk libertariansk politiker og akademiker. Hun var præsidentkandidat for Det Libertarianske Parti ved præsidentvalget i USA 2020 hvor hun endte på tredjepladsen (efter Biden og Trump) med ca. 1,9 millioner stemmer eller 1,2 % af det samlede antal stemmer. Ved præsidentvalget i 1996 var hun vicepræsidentkandidat sammen med Harry Browne som præsidentkandidat. Hun arbejder som Senior Lecturer på Clemson University i South Carolina.

## Opvækst og karriere
Jorgensen blev født 1.maj 1957 i Libertyville, Illinois og opvokset i nabobyen Grayslake. Hendes bedsteforældre var danske immigranter.
Jorgensen fik en bachelorgrad i psykologi ved Baylor University i Texas i 1979 og en kandidatgrad i erhvervsøkonomi ved Southern Methodist University i Texas i 1980. Hun startede sin erhvervskarriere hos IBM hvor hun arbejdede med computersystemer. Derefter blev hun medejer af og senere formand for firmaet Digitech, Inc. Hun fik en Ph.D. i industriel og organisatorisk psykologi from Clemson University in 2002. Hun har undervist på Clemson siden 2006.

## Polititiske synspunkter

### Sundhedsvæsen og social sikkerhed
Jorgensen støtter et markedsfrit sundhedsvæsen finansieret af de enkelte borgere som kan beholde eventuelle besparelser, hvilket hun mener ville øge sundhedsudbydernes incitament til at konkurrere ved at imødekomme forbrugernes efterspørgsel efter billige tjenester. Hun er imod offentlig sygesikring og kalder det "katastrofalt".

### Strafferet og narkopolitik
Jorgensen er modstander af civil beslaglæggelse og kvalificeret immunitet. Hun er modstander af krigen mod narkotika og støtter afkriminalisering af narkotik. Hun har lovet at benåde alle ikke-voldelige narkodømte. Hun har opfordret til afmilitarisering af politiet.

### Udenrigs- og forsvarspolitik
Jorgensen er imod embargoer, økonomiske sanktioner og udviklingsbistand. Hun støtter ikke-interventionisme, væbnet neutralitet og tilbagetrækning af amerikanske tropper fra udlandet.

### Immigration, økonomi og handel
Jorgensen ønsker deregulering og argumenterer for at det vil reducere fattigdom. Hun støtter offentlige besparelser for at sænke skatterne.
Jorgensen støtter de amerikanske borgeres frihed til at rejse og handle, opfordrer til afskaffelse af handelsbarrierer og afgifter og støtter ophævelsen af kvoter for antallet af mennesker, der lovligt kan rejse ind i USA for arbejde, besøg eller ophold. I en libertariansk præsidentdebat sagde Jorgensen at hun straks vil stoppe byggeriet på præsident Donald Trumps grænsemur. Under en anden primærvalgsdebat bebrejdede hun anti-immigrationsstemning for at skyldes uforholdsmæssig stor mediedækning af indvandreres forbrydelser. Hun hævdede at indvandring hjælper økonomien, og at blanding af kulturer er gavnligt.

### COVID-19
Jorgensen har karakteriseret den amerikanske regerings reaktion på COVID-19-pandemien som alt for bureaukratisk og autoritær, idet hun kalder begrænsninger for individuel adfærd (såsom selvkarantæne) og virksomhedernes hjælpepakker for "det største angreb på vores friheder i vores levetid".
Jorgensen modsætter sig tvunget brug af mundbind og mener at det skal være et personligt valg. Hun argumenterer for at brug af mundbind ville blive bredt udbredt uden statens indblanding, fordi markedskrafterne ville få virksomheder til at vedtage deres egne politikker for mundbind, hvilket giver forbrugerne frihed til at vælge deres foretrukne miljø.